# Jim Tomsula
James R. Tomsula, detto Jim (Homestead, 14 aprile 1968), è un allenatore di football americano statunitense. Dal 2022 allena i Rhein Fire della European League of Football (ELF)

## Carriera
Dopo avere allenato nella NFL Europa, Tomsula fu assunto come allenatore della linea difensiva dei San Francisco 49ers il 16 gennaio 2007. Il 27 dicembre 2007, dopo il licenziamento di Mike Singletary fu nominato capo-allenatore ad interim per l'ultima partita della stagione regolare, vinta contro gli Arizona Cardinals per 38-7. L'anno successivo, il nuovo allenatore Jim Harbaugh confermò Tomsula nel ruolo di allenatore della linea difensiva, in cui rimase per le successiva quattro stagioni. Il 14 gennaio 2015, dopo l'addio di Harbaugh, Tomsula fu promosso a capo-allenatore dei 49ers. Fu licenziato dopo una sola stagione, terminata con un bilancio di 5-11 all'ultimo posto della division.
Dal gennaio 2017, Tomsula venne assunto come allenatore della linea difensiva dei Washington Redskins.

## Record come capo allenatore
| Squadra | Anno   | Stagione regolare | Stagione regolare | Stagione regolare | Stagione regolare | Stagione regolare | Playoff | Playoff | Playoff   |
| Squadra | Anno   | Vinte             | Perse             | Pareggiate        | Posizione         | Risultato         | Vinte   | Perse   | Risultato |
| ------- | ------ | ----------------- | ----------------- | ----------------- | ----------------- | ----------------- | ------- | ------- | --------- |
| RF*     | 2006   | 6                 | 4                 | 0                 | 3º                | .600              | -       | -       | -         |
| SF*     | 2010   | 1                 | 0                 | 0                 | 3º NFC West       | 1.000             | -       | -       | -         |
| SF      | 2015   | 5                 | 11                | 0                 | 4º NFC West       | .313              | -       | -       | -         |
| Totale  | Totale | 12                | 15                | 0                 | .444              | -                 | -       | -       |           |

*Capo-allenatore ad interim